# Ebrach (Reiche Ebrach)
Die Ebrach, gelegentlich auch als Geiselwinder Ebrach bezeichnet, ist zusammen mit ihrem Oberlauf, dem Haselbach, ein etwa 8 Kilometer langer Bach im Steigerwald. Zunächst verläuft sie in nordöstlicher Richtung. Doch bei Geiselwind ändert die Ebrach ihren Verlauf und setzt ihren Weg in südöstlicher Richtung fort. Die gesamte Strecke des Bachs verläuft innerhalb des unterfränkischen Landkreises Kitzingen. Schließlich mündet die Ebrach zwischen der Hammermühle und der Lohmühle in die von links kommende Reiche Ebrach. Die Ebrach ist kürzer als die drei anderen Flüsse des Namens Ebrach in Franken (Reiche Ebrach, Mittlere Ebrach und Rauhe Ebrach).

## Geographie

### Hauptoberlauf Haselbach
Der Haselbach entspringt im Naturpark Steigerwald im Landkreis Kitzingen in Unterfranken, etwa 1,6 Kilometer westlich von Rehweiler, einem Dorf von Geiselwind. Die Quelle liegt zwischen Stickelsberg und dem roten Seeranken auf einer Höhe von etwa 408 m über dem Meeresspiegel; nur etwa einen halben Kilometer nordwestlich entfernt ist ein Quellarm des Kantersbach, der den Steigerwald westwärts verlässt. 
Nach seiner Quelle fließt der Haselbach zuerst kurz in nordöstlicher Richtung, danach fast ostwärts. Mehr als einen Kilometer nach seiner Quelle verlässt der Bach das Waldgebiet seiner Ursprünge, in dem ihn größtenteils eine Aue mit der darin laufenden Rehweiler Straße (KT 15) begleitet, an der sich weitenden Flur wird er von rechts her von einem Graben aus dem Donnerloch verstärkt. 
Anschließend erreicht der Bach den größtenteils rechtsseits liegenden Ort Rehweiler. Gleich nach diesem mündet der von Süden kommende Grundbach in den Haselbach. Nach einem weiteren, diesmal namenlosen Zufluss aus dem Nordwesten erreicht der Haselbach an der Mündung eines weiteren solchen aus dem Südwesten das Dorf Langenberg, ebenfalls ein Gemeindeteil von Geiselwind. 
Nach Langenberg unterquert der Bach die Bundesautobahn 3, gleich darauf und noch vor Geiselwind mündet der Bach auf 316 m ü. NHN von rechts in die Ebrach. 
Der Oberlauf aus dem Nordwesten trägt ab dem Zusammenfluss von Sandgraben und Urlesgraben bereits vor der Mündung des Haselbachs den Namen Ebrach.

### Verlauf
Die Ebrach erreicht bereits nach kurzer Zeit den Ort Geiselwind, den sie zunächst südlich passiert, bevor sie wenige Siedlungsflächen südlich vom Hauptsiedlungsteils am linken Ufer trennt. Östlich des Ortes teilt sich die Ebrach in zwei Arme, bevor sie die Staatsstraße 2257 unterquert. Ein kleiner Arm verläuft in Richtung der Weingartsmühle. Der Hauptarm schlängelt sich anschließend im naturnahen Zustand in östliche Richtung. Südlich des Baches befinden sich außerdem zwei Fischweiher. Der Bach verläuft weiterhin in östliche Richtung und parallel zur Staatsstraße 2260, passiert südlich die Weingartsmühle, die früher zur örtlichen Stromversorgung beitrug. Östlich der Mühle befinden sich nördlich des Gewässers drei kleinere Fischweiher. Daraufhin verlagert das Gewässer seine Richtung leicht in südöstliche Richtung und teilt sich erneut in zwei Arme. Der südliche Arm, zugleich der Hauptarm, passiert nördlich die Hammermühle. Anschließend verändert sich die Fließrichtung in Richtung Nordost, wobei das Gewässer aus südlicher Richtung von einem kleinen Graben verstärkt wird. Etwa 2 km östlich von Geiselwind, auf der Anhöhe von Hohnsberg, mündet sie auf einer Höhe von 316 m ü. NHN von rechts in die Reiche Ebrach. Ihr etwa 8 km langer Lauf endet 41 Höhenmeter unterhalb ihrer Quelle, er hat somit ein mittleres Sohlgefälle von 7,4 ‰.

### Einzugsgebiet
Das Einzugsgebiet der Ebrach erstreckt sich über eine Fläche von etwa 21 km² und liegt ausschließlich im Steigerwald. Es entwässert über die Reiche Ebrach, die Regnitz, den Main und schließlich den Rhein zur Nordsee. Der höchste Punkt des Einzugsgebiets ist der Herpersberg mit einer Höhe von 473 m über dem Meeresspiegel.
Es grenzt an die Einzugsgebiete folgender Nachbargewässer:
- Im Nordosten liegt das Einzugsgebiet der Reichen Ebrach, die in die Regnitz mündet.
- Im Norden grenzt die Ebrach an das Einzugsgebiet des Sambachs, einem Zufluss des Castellbachs.
- Im Westen grenzt das Einzugsgebiet der Ebrach an das des Kantersbachs.
- Im Südwesten liegt das Einzugsgebiet des Gründleinsbach.
- Im Südosten liegt das Einzugsgebiet des Schwarzbaches, der in die Haslach mündet.

Das Einzugsgebiet ist überwiegend landwirtschaftlich geprägt. 

### Zuflüsse
Tabelle von direkten Zuflüsse. Angegeben ist die Länge des jeweiligen Zuflusses sowie sein Mündungsort und seine Mündungshöhe. Andere Quellen für die Angaben sind vermerkt. Die ersten zwei Werte wurden in der Regel abgemessen.
| Name             | Lage             | Länge [in km] | Mündungs- ort                          | Mündungs- höhe [m. ü. ŇHN] |
| ---------------- | ---------------- | ------------- | -------------------------------------- | -------------------------- |
| Haselbach        | rechter Oberlauf | ca. 04,41     | südlich von Geiselwind                 | 342                        |
| Sandgraben       | linker Oberlauf  | ca. 03,85     | südlich von Geiselwind                 | 342                        |
| Hurenbrunngraben | rechter Zufluss  | ca. 01,13     | östlich von Geiselwind                 | 325                        |
| Effelter Graben  | rechter Zufluss  | ca. 00,77     | zwischen Geiselwind und Wasserberndorf | 317                        |

### Ortschaften
Ortschaften am Lauf mit ihren Zugehörigkeiten.
Markt Abtswind
- Quellgebiet des Haselsbach liegt in der Gemeinde Abtswind. Nähester Ort ist der Friedrichsberg

Markt Geiselwind
- Gräfenneuses (Ort, nördlich des linken Oberlaufes Sandgraben)
- Theuerleinsmühle (Mühle, nördlich des linken Oberlaufes Sandgraben)
- Schleifmühle (Mühle, nördlich des linken Oberlaufes Sandgraben)
- Schnackenmühle (Mühle, nördlich des linken Oberlaufes Sandgraben)
- Rehweiler (Ort, südlich des rechten Oberlaufes Haselbach)
- Langenberg (Ort, vorwiegend nördlich des rechten Oberlaufes Haselbach)
- Geiselwind (Hauptort)
- Weingartsmühle (Mühle, nördlich der Ebrach, wird aber von einem Arm der Ebrach mit Wasser gespeist)
- Hammermühle (Mühle, nördlich der Ebrach)

## Naturschutz
Der Bach entspringt und durchfließt den Naturpark Steigerwald. Am Haselbach, dem rechten Oberlauf der Ebrach, erstreckt sich über eine Strecke von mehr als einem Kilometer das Biotop "Auengehölzsäume am Haselbach" beidseitig des Baches zwischen Rehweiler und Langenberg. Der Hauptbiotoptyp besteht zu 75 % aus Auwäldern (91E0). Ebenfalls zwischen Rehweiler und Langenberg liegt das Biotop "Nasswiese am Haselbach östlich von Rehweiler", das zu 90 % aus seggen- oder binsenreichen Nasswiesen und Sümpfen besteht. Ebenfalls bedeutsam ist das Biotop "Ebrach unterhalb von Geiselwind mit begleitenden Gehölzsäumen", das zu 75 % aus dem Biotoptypen Auwälder (91E0) besteht. Dieses Biotop erstreckt sich über eine Länge von über 1,5 Kilometern beidseitig des Gewässers. Etwa vier Kilometer des Hauptstrangs laufen an oder in Biotopen.

### Gewässerverzeichnis Bayern („GV“)
1. ↑  
Länge nach: Verzeichnis der Bach- und Flussgebiete in Bayern – Flussgebiet Main, Seite 58 des Bayerischen Landesamtes für Umwelt, Stand 2016 (PDF; 3,3 MB) (Seitenzahl kann sich ändern.)
2. ↑  
Einzugsgebiet nach: Verzeichnis der Bach- und Flussgebiete in Bayern – Flussgebiet Main, Seite 58 des Bayerischen Landesamtes für Umwelt, Stand 2016 (PDF; 3,3 MB) (Seitenzahl kann sich ändern.)

### BayernAtlas („BA“)
Amtliche Online-Gewässerkarte mit passendem Ausschnitt und den hier benutzten Layern: Lauf und Einzugsgebiet der Reichen Ebrach.
Allgemeiner Einstieg ohne Voreinstellungen und Layer: BayernAtlas der Bayerischen Staatsregierung (Hinweise)
1. 1 2 3  
Höhe abgefragt auf dem Hintergrundlayer Amtliche Karte (Rechtsklick).
2. ↑  Länge abgemessen auf dem Hintergrundlayer Amtliche Karte.
3. ↑  Höhe abgefragt auf dem Hintergrundlayer Amtliche Karte (Rechtsklick).

### Sonstige Einzelnachweise
1. ↑  BayernAtlas. Abgerufen am 5. Juli 2019.